# Peliococcus slavonicus
Peliococcus slavonicus är en insektsart som först beskrevs av Robert Malcolm Laing 1929.  Peliococcus slavonicus ingår i släktet Peliococcus och familjen ullsköldlöss.
Artens utbredningsområde är Ukraina. Inga underarter finns listade i Catalogue of Life.